# PGC 830
LEDA/PGC 830, auch UGC 110, ist eine Spiralgalaxie vom Hubble-Typ Sc im Sternbild Pegasus nördlich des Himmelsäquators. Sie ist rund 209 Millionen Lichtjahre von der Milchstraße entfernt und hat einen Durchmesser von etwa 70.000 Lichtjahren. Vom Sonnensystem aus entfernt sich das Objekt mit einer errechneten Radialgeschwindigkeit von näherungsweise 4.500 Kilometern pro Sekunde.
Sie ist Teil der sieben Mitglieder zählenden Lyons Groups of Galaxies LGG 2 um NGC 23.
Im selben Himmelsareal befinden sich unter anderem die Galaxien PGC 1773478, PGC 1776074, PGC 1786338, PGC 1791215.